# 井度
井度（?—?），河南南陽人。

## 生平
先知興元府，後為四川轉運使。晁公武曾大力協助井度寫書、刻書和校書。井度好藏書，常以半數薪水購書，「必得而后已。歷二十年，所有甚富」，主持校刻《宋书》、《魏书》、《梁书》、《南齐书》、《北齐书》、《周书》和《陈书》，史稱《南北朝七史》，又称《眉山七史》。晚年罷官，以五十篋藏書贈送公武。